# أكسدة الحمض الدهني
أكسدة الحمض الدهني أو أكسدة من نوع بيتا (بالإنجليزية:Beta oxidation أو Fatty acid oxidation) هي عملية لتكسير جزيئات الحمض الدهني داخل الميتوكندريا لإنتاج أسيتيل كو-أ Acetyl-CoA . ويدخل أسيتيل كو-أ الناتج من تحلل الأحماض الدهنية، ومن تحلل البروتينات، وتحلل الكربوهيدرات أثناء الأيض (كلها تتحلل إلى أسيتيل كو-أ)، ثم تدخل هذه الجزيئات البسيطة في دورة حمض الستريك . وهذه خطوة أولى نحو إنتاج ثنائي نوكليوتيد الأدنين وأميد النيكوتين NADH وثنائي نيوكليوتيد الفلافين والأدينين FADH ، اللذان يمدان الخلية بالطاقة مبدئيا. بعد ذلك يتم في الميتوكوندريا في سلسلة تنفس لإنتاج ثلاثي فوسفات الأدينوسين ATP عن طريق أكسدة NADH و FADH بالأكسجين الآتي من التنفس. ويتم في سلسلة التنفس في المتقدرات إنتاج جزيئات "ايه تي بي" ATP وهي التي تعتبر «بطارية الطاقة للخلية».

## قبل الدخول في المايتوكندريا[3]
تتم هذه العملية بعدة خطوات معقدة، والسلاسل الطويلة من الحمض الدهني تخضع لعدة تغييرات في العصارة الخلوية (السيتوسول) قبل دخولها المتقدرة:

### 1-مرحلة التفعيل
في هذه المرحلة يتم تقسيم بالإنزيمات الحمض الدهني إلى جزيئات قصيرة - يحتوي كل منها على ذرتي كربون - وهذه هي حمض الخليك. بعذ ذلك يتم تنشيط جزيئات حمض الخليك بربطها بمرافق الأنزيم أ (coA ) الذي يحتوي تركيبه على مجموعة -SH حره (حيث يتم الارتباط من خلال هذه المجموعه الحرة) فيصبح حمض الخليك  منشطا في هيئة RCOS-CoA . عملية التنشيط هذه تتطلب كل من ATP والانزيم fatty acyl coA synthase
الذي يعمل على تحفيز التفاعل الاتي:
RCOOH + ATP + CoA-SH ===> RCOS-CoA + AMP + ppi + H2O
AMP + ATP ===> 2ADP
في هذه المعادلتين تعني: 
ATP = ايه تي بي = ادينوسين ثلاثي الفوسفات،
ADP = ايه دي بي = أدينوسين ثنائي الفوسفات،
AMP = ايه ام بي = أدينوسين أحادي الفوسفات،
p ذرة فوسفات.
الهدف من ذلك هو تكوين اعداد كبيرة من "ايه تي بي " لأنها هي التي تعطي الطاقة في الخلية ، فالخلية تحتاج إلى الطاقة(الحرارة) للقيام بوظائفها ، و"ايه تي بي" هي التي تحرك العضلات فيصبح الكائن الحي وكذلك الانسان قادرا على الحركة.
عندما يفقد أدينوسين ثلاثي الفوسفات     ATP  ذرة فسفور   يتحول إلى      أدينوسين ثنائي الفوسفات  ADP، 
فعندما تنفك رابطة الفوسفور يكون ذلك مصحوبا بانطلاق طاقة (طاقة الربط) . تلك الطاقة تمتصها الخلايا العضلية فتتحرك (تقبض فتتحرك) . فعملية حركة عضلة معينة مستمرة تحتاج لعدد كبير من جزيئات ؛ يستغل خلالها جزيء تلو الآخر.

### 2-مرحلة الانتقالللكارنتين
السلاسل الطويلة من الدهون المشبعة من الأحماض الدهنية لها قابلية ضعيفة جداً ومحدودة لاجتياز الجدار الداخلي للميتوكندريا عندما تكون على شكل أسيتيل كو-أ ، ولكن هذه القابلية تزداد بتحفيز الكارنتين.
يحدث خلالها  تفاعل بفعل أنزيم Carnitine acyle transferase :
R-CO-S-CoA + carnitine ===> carnitine-COR + CoASH

### 3-مرحلة الانتقال للغشاء البيني للمايتوكوندريا
المايتوكوندريا هي المتقدرات الموجودة في الخلية إلى جانب نواة الخلية.
تتم بنوع آخر من أنزيم Carnitine acyle transferase موجود على السطح الداخلي من الغشاء الداخلي للمتقدرة، حسب التفاعل التالي:
Acyl carnitine + CoA ===> acyl-CoA + carnitine
حيث  acyl-CoA  هو اسيل كو-أ ،
هذه المرحلة تمكن تجمعات مرافق الإنزيم-أ الناتجة من الاحماض الدهنية من انفصالها بين الغشائين الداخلي والخارجي للميتوكندريا. ومع انتهاء هذه المرحلة فإن كل سلسلة التفاعلات الباقية لإتمام عملية الأكسدة ستتم داخل المتقدرة (الميتوكوندريا).

## داخل الميتوكندريا
تحدث عدة خطوات لتكسير الاحماض الدهنية التي لم تتحلل بعد ودخلت في المتقدرة محمولة على جزيء الكارنتين ؛ وبالتتابع يتم إزالة ذرتي كربون من سلسلة الحمض الدهني (قد تتكون سلسلة الحمض الدهني مكونة من 16 ذرة كربون كما في حمض البالمتيك) في كل خطوة لتكوين Acyl-coA . وهذا الجزيء المٌنتج ( اسيل مرافق الإنزيم أ )يعمل على إنتاج اجمالي من الطاقة حوالي 100 جزئ من ATP تتشكل حسب عدد ذرات الكربون للسلسلة. وتتضمن 4 خطوات هي:

### 1-إزالة الهيدروجين
إزالة ذرة هيدروجين من سلسلة أسيل كو-أ  مما يسمح باضافة رابطة تساهمية ثنائية، مع تحول FAD إلى FADH2 ، حسب التفاعل :

نلاحظ أن التشكيلين الأول والثالث متماقلان في الشكل ماعدا تحول احدى الروابط الفردية إلى رابطة ثنائية (تصاوغ)trans .
يتعرف الإنزيم    Enoyl-CoA-Hydratase   على أسيل كو-أ  ويتفاعل معه في صورته المتصاوغة trans. وخلال ذلك التفاعل يحدث اختزال   FAD إلى  FADH2 .

### 2-إضافة ماء
الرابط في الموقع الثاني التي تم إنشاؤها سابقاً سيتم استغلالها وإزالتها باضافة جزيء ماء H2O إلى السلسلة. وهذه الإضافة هي مناوع فراغي "Stereospecificity" ؛ والخطوة التالية أيضا كذلك، ولو ان تركيبة D-form حدثت فإن التقاعل سيتوقف.

### 3-إزالة الهيدروجين الثانية
بإزالة ذرة الهيدروجين في OH وإضافة رابطة ثنائية في ذلك المكان مع ذرة الكربون في              L3-KetoacylCoA : 

وبواسطة اختزال    +NAD  إلى   NADH  ينتج   3-كيتو أسيل كو-أ.

### 4- الانشقاق أو الثايولايسس
بالإنجليزية Thiolysis أو Cleavage وهي الخطوة الاخيرة في تحطيم سلسلة الحمض الدهني حمض دهني حيث يتم تجزأتها إلى سلاسل صغيرة وبهذا يكون الحمض الدهني الناتج في كل مرة مكون من ذرتي كربون فقط.
ثم تستمر هذه الخطوات الاربعة بالعمل مرة تلو الأخرى حتى يتم تكسير كل سلسلة الاحماض الدهنية.
تتكون الأحماض الدهنية من سلاسل طويلة قد تكون السلسلة مكونة من 18 ذرة كربون ، مثل حمض الزيتيك؛ وفي مثالنا هنا أخذنا حمض البالمتيك  وتتكون سلسلته من 16 ذرة كربون ؛ وانتهت التفاعلات معه بتكسير السلسة لإنتاج جزيئات  قصيرة كل منها يحتوي على ذرتين فقط من الكربون.

حمض البالمتيك يحتوي على سلسلة من 16 ذرة كربون

## اقرأ أيضا
- سينثيز بيتا-كيتوأسيل-ACP
- سينثيز بيتا-كيتواسيل- أيه سي بي III
- الأحماض الدهنية الفردية